# 深田武雄
深田 武雄（ふかだ たけお、明治24年（1891年）3月 - 昭和45年（1970年）7月30日）は、日本の政治家。元貴族院議員、元鳥取県会議員。元五千石村長。銘酒「御車」醸造元、御車酒造（限）社長。米子酒販（株）社長。

## 経歴
鳥取県西伯郡五千石村（現在の米子市）に生まれた。本家深田家28代目当主・民三郎の三男、車尾中新宅深田忠三郎の養子。
昭和21年（1946年）貴族院多額納税者議員に選ばれた。
昭和22年（1947年）戦後第一回の県会議員選挙に当選、大和倶楽部に属した。
米子酒造組合理事長、鳥取県食品協会長、鳥取県消防協会長などをつとめた。

## 人物像
趣味は琵琶､読書。宗教は曹洞宗。

## 家系
『鳥取県大百科事典』 842頁によれば、
「源氏佐々木系に属し初代信輝が鎌倉時代に米子に来て沼沢地を開拓し、深田姓を称した。鎌倉末期の同家庭園は池泉観賞式の写実名園である。
8代近里は応永22年（1415年）祖先の供養のため観音寺を近くに建立。
12代吉信は泥之介と称し尼子十勇士の一人であった。
16代益信は元和7年（1621年）車尾に梅翁寺を再建。
18代宗真は寛文2年（1662年）以後大庄屋役で日野川左岸下流堤防工事や右岸の新田開発等に事績を残した。
20代久隆は宝永7年（1710年）貴布祢神社を京都から勧請した。大庄屋としての深田氏の管理範囲は会見郡北部で同家所蔵文書は藩政時代研究の貴重な資料である。
天明元年（1781年）一族の深田清右衛門宅を藩は会見郡の御会所にしたので以後63年間にわたって西伯耆民政の場となった。」